# El gran seductor
El gran seductor (en hangul, 위대한 유혹자; romanización revisada, Widaehan yuhokja) es una serie de televisión surcoreana protagonizada por Woo Do Hwan, Joy, Moon Ga Young y Kim Min Jae, transmitida desde el 12 de marzo hasta el 1 de mayo de 2018 por medio de la MBC.
La serie es una versión libre de la novela Las amistades peligrosas de Pierre Choderlos de Laclos, adaptada por Kim Bo Yeon.

## Argumento
Kwon Shi Hyun (Woo Do Hwan) es un joven apuesto y único heredero del conglomerado JK Group, mientras que Eun Tae Hee (Joy) es una joven que cree que las personas que se dejan influir por el amor son patéticas. Sin embargo, después de que Shi Hyun y Tae Hee se conocen, él entra en un juego para seducirla, mientras que el punto de vista de ella sobre el amor va cambiando poco a poco.

## Reparto

### Personajes principales
- Woo Do-hwan como Kwon Shi Hyun.[4]
  - Ji Min-hyuk como Shi Hyun (de joven).
- Joy como Eun Tae Hee.[5]
- Moon Ga-young como Choi Soo Ji.
  - Kim Min-ju como Choi Soo Ji (de joven).[6]
- Kim Min-jae como Lee Se Joo.[7]

### Personajes secundarios
- Shin Sung Woo como Kwon Suk-woo.
- Jeon Mi Sun como Seol Young Won.
- Kim Seo Hyung como Myung Mi Ri.
- Moon Hee Kyung como Oh Se Ri.
- Lee Young-jin Jung Na Yoon.
- Tae Hang Ho como Sacerdote Mateo.
- Kim Ah Ra como Bing Bing.[8]
- Lee Jae Kyun como Lee Gi Young.
- Jung Ha Dam como Go Kyung Joo.
- Oh Ha-nee como Park Hye Jung.[9]
- Shin Chang Joo como Park Kyu Jung.
- Kim Do Wan como Yoo Jo Hwan.
- Kim Jung-young como la tía de Eun Tae-hee.

### Otros personajes
- Kim Young-ok como una abuela en la casa de ancianos.
- Kim Do-wan como Joo An.
- Yeonwoo como Kwon Yeo-min, prima de Kwon Shi-hyun.

## Producción
En noviembre del 2017 se anunció que el actor Yeo Jin-goo estaba en negociaciones para unirse al elenco principal del drama donde daría vida a Kwon Si-hyun, sin embargo rechazó la oferta y el papel le fue dado al actor Woo Do-hwan. La primera lectura del guion fue realizada el 16 de enero de 2018 en la estación de la MBC en Sangam-dong.

## Recepción

### Audiencia
En la tabla, el color azul indica la audiencia más baja y en rojo la más alta, correspondientes a las empresas medidoras TNms y AGB a nivel nacional y en el área metropolitana de Seúl, durante los 32 episodios emitidos desde el 12 de marzo hasta el 1 de mayo de 2018.
| Ep. #    | Fecha de estreno    | Cuota de pantalla | Cuota de pantalla | Cuota de pantalla | Cuota de pantalla |
| Ep. #    | Fecha de estreno    | TNmS              | TNmS              | AGB Nielsen       | AGB Nielsen       |
| Ep. #    | Fecha de estreno    | Nacional          | Seúl              | Nacional          | Seúl              |
| -------- | ------------------- | ----------------- | ----------------- | ----------------- | ----------------- |
| 1        | 12 de marzo de 2018 | 5.2 %             | 5.5 %             | 3.6 %             | 4.0 %             |
| 2        | 12 de marzo de 2018 | 4.8 %             | 5.2 %             | 3.4 %             | 3.8 %             |
| 3        | 13 de marzo de 2018 | 4.8 %             | 5.0 %             | 3.1 %             | 3.3 %             |
| 4        | 13 de marzo de 2018 | 4.8 %             | 5.1 %             | 2.7 %             | 3.1 %             |
| 5        | 19 de marzo de 2018 | 3.9 %             | 4.3 %             | 2.6 %             | 3.0 %             |
| 6        | 19 de marzo de 2018 | 3.8 %             | 4.1 %             | 2.9 %             | 3.2 %             |
| 7        | 20 de marzo de 2018 | 3.9 %             | 4.2 %             | 2.5 %             | 2.7 %             |
| 8        | 20 de marzo de 2018 | 3.5 %             | 3.7 %             | 2.3 %             | 2.5 %             |
| 9        | 26 de marzo de 2018 | 3.1 %             | 3.3 %             | 2.2 %             | 2.4 %             |
| 10       | 26 de marzo de 2018 | 3.8 %             | 4.1 %             | 2.5 %             | 2.8 %             |
| 11       | 27 de marzo de 2018 | 3.5 %             | 3.9 %             | 2.3 %             | 2.7 %             |
| 12       | 27 de marzo de 2018 | 3.9 %             | 4.2 %             | 2.6 %             | 2.9 %             |
| 13       | 2 de abril de 2018  | 2.6 %             | 2.7 %             | 2.3 %             | 2.4 %             |
| 14       | 2 de abril de 2018  | 3.1 %             | 3.4 %             | 2.3 %             | 2.6 %             |
| 15       | 3 de abril de 2018  | 3.3 %             | 3.5 %             | 1.9 %             | 2.1 %             |
| 16       | 3 de abril de 2018  | 3.3 %             | 3.6 %             | 2.1 %             | 2.4 %             |
| 17       | 9 de abril de 2018  | 2.6 %             | 2.7 %             | 1.8 %             | 1.9 %             |
| 18       | 9 de abril de 2018  | 2.4 %             | 2.5 %             | 1.6 %             | 1.8 %             |
| 19       | 10 de abril de 2018 | 3.8 %             | 4.0 %             | 2.0 %             | 2.2 %             |
| 20       | 10 de abril de 2018 | 3.2 %             | 3.4 %             | 1.9 %             | 2.1 %             |
| 21       | 16 de abril de 2018 | 2.5 %             | 2.8 %             | 1.7 %             | 1.9 %             |
| 22       | 16 de abril de 2018 | 2.5 %             | 2.7 %             | 1.6 %             | 1.8 %             |
| 23       | 17 de abril de 2018 | 3.1 %             | 3.2 %             | 1.9 %             | 2.0 %             |
| 24       | 17 de abril de 2018 | 3.1 %             | 3.3 %             | 1.9 %             | 2.1 %             |
| 25       | 23 de abril de 2018 | 2.6 %             | 2.7 %             | 1.6 %             | 1.8 %             |
| 26       | 23 de abril de 2018 | 2.7 %             | 2.8 %             | 1.9 %             | 2.0 %             |
| 27       | 24 de abril de 2018 | 2.4 %             | 2.6 %             | 1.9 %             | 2.1 %             |
| 28       | 24 de abril de 2018 | 2.2 %             | 2.4 %             | 1.7 %             | 1.9 %             |
| 29       | 30 de abril de 2018 | 1.5 %             | 1.7 %             | 1.5 %             | 1.6 %             |
| 30       | 30 de abril de 2018 | 1.7 %             | 1.9 %             | 1.7 %             | 1.8 %             |
| 31       | 1 de mayo de 2018   | 2.6 %             | 2.8 %             | 2.4 %             | 2.7 %             |
| 32       | 1 de mayo de 2018   | 2.3 %             | 2.5 %             | 2.2 %             | 2.4 %             |
| Promedio | Promedio            | 3.2 %             | 3.4 %             | 2.2 %             | 2.4 %             |

### Premios y nominaciones
| Año  | Premio               | Categoría                                              | Nominado (a)         | Resultado |
| ---- | -------------------- | ------------------------------------------------------ | -------------------- | --------- |
| 2018 | 6th APAN Star Awards | Mejor actor nuevo                                      | Kim Min-jae          | Nominado  |
| 2018 | The Seoul Awards     | Premio a la popularidad (categoría de actriz de drama) | Park Soo-young (Joy) | Nominada  |

### Críticas
La serie ha obtenido los números más bajos en audiencias y no ha obtenido buenas críticas, la mayoría dirigidas a Joy, quien ha recibido varias críticas negativas por su pobre actuación.

## Emisión internacional
- Singapur: Oh!K (2018).
- Latinoamérica: Pasiones (2024)